# El Partidor (Perú)
El Partidor es un caserío peruano ubicado en el distrito de Las Lomas, perteneciente a la provincia y departamento de Piura, al norte del Perú. 

## Ubicación
El Partidor se ubica al norte de la provincia de Piura, en el distrito de Las Lomas, en el departamento de Piura.

## Demografía
En 2017 El Partidor tenía una población de 102 habitantes.
| Gráfica de evolución demográfica de El Partidor entre 1993 y 2017    |
|                                                                      |
| Fuentes: Población 1993 (junto con Centro Servicios Partidor) y 2017 |